# Nérey György
Nérey György (Gyöngyös, 1953. november 23. –) labdarúgó, csatár.

## Pályafutása
1972 tavaszától szerepelt a Hatvani Kinizsi felnőtt csapatában az NB III-ban. 1973 nyarán leigazolta a Ferencváros. Itt mutatkozott az élvonalban 1976. november 7-én a Haladás ellen, ahol 2–1-re győzött csapata. Tagja volt az 1976–77-es idény bronzérmes csapatának. 1977-ben Onhausz Tiborral és Szabó Ferenccel együtt elcserélte az FTC a győri Szokolai Lászlóért. Az 1977–78-as idényben a Rába ETO. 1978 és 1981 között a Debreceni MVSC játékosa volt. Utolsó élvonalbeli mérkőzésen a Nyíregyháza együttesét 2–0-ra győzte le csapata. 1981-ben a Gyöngyösi SE játékosa lett.

## Sikerei, díjai
- Magyar bajnokság
  - 3.: 1976–77